# Sterbevierteljahr
Das Sterbevierteljahr (manchmal auch Sterbequartal oder Sterbeüberbrückungszeit genannt) ist ein Begriff aus der gesetzlichen Rentenversicherung in Deutschland.
Es bezeichnet den Zeitraum, in dem die Witwen- oder Witwerrente nach dem Tod eines Versicherten noch in der Höhe der Rente wegen voller Erwerbsminderung gezahlt wird, die der Versicherte erhalten hätte. Hat er bereits Altersrente, Rente wegen voller Erwerbsminderung oder Rente wegen Erwerbsunfähigkeit bezogen, ist deren Rentenhöhe auch während des Sterbevierteljahrs der Witwen- oder Witwerrente maßgeblich. Dies ist der Zeitraum vom Todestag des Versicherten bis zum dritten Kalendermonat nach dem Monat, in dem der Versicherte gestorben ist. Die danach gesetzlich vorgesehene Verringerung der Hinterbliebenenrente auf 55 bzw. 60 Prozent bei einer großen Witwen-/Witwerrente oder auf 25 Prozent bei einer kleinen Witwen-/Witwerrente erfolgt also erst ab dem vierten Kalendermonat. 
Der erhöhte Rentenbetrag soll für den Hinterbliebenen den finanziellen Übergang auf die veränderten Verhältnisse nach dem Tod des Ehepartners erleichtern.

## Definition
Der Anspruch auf Hinterbliebenenrente (hier: Witwer-/Witwenrente) ist in § 46 Sechstes Buch Sozialgesetzbuch (SGB VI) geregelt. Der Begriff Sterbevierteljahr ist dort nicht zu finden und somit ein Rechtsbegriff, der sich aus der Anwendung des § 46 SGB VI mit der Nicht-Anwendung der Einkommensanrechnung auf Hinterbliebenenrenten (§ 97, § 67 SGB VI) und der möglichen Vorschusszahlung durch den Renten Service der Deutschen Post AG ergibt.

## Erläuterung
Zwei Personengruppen von Witwen und Witwern sind zu unterscheiden:
1. Der verstorbene Ehegatte hat bis zu seinem Tod noch keine eigene Rente aus der gesetzlichen Rentenversicherung bezogen.
Der Rentenantrag der Witwe bzw. des Witwers ist direkt beim Rentenversicherungsträger zu stellen. Wenn die übrigen Anspruchsvoraussetzungen erfüllt sind, wird er eine Witwen-/Witwerrente in voller Höhe der Versichertenrente vom Todestag bis zum dritten Kalendermonat nach dem Todesmonat zahlen.
Beispiel 1:
Herr M. verstirbt am 2. September 2012; er hat noch keine Rente bezogen. Seine Frau erhält nach Antragstellung beim Rentenversicherungsträger Witwenrente in Höhe der vollen Rentenansprüche, die Herr M. bis zu seinem Tode erreicht hat, das heißt vom 2. September 2012 bis zum 31. Dezember 2012.
2. Der verstorbene Ehegatte hat bis zu seinem Tod bereits eine eigene Rente aus der gesetzlichen Rentenversicherung bezogen.
Die Witwe/der Witwer hat die Möglichkeit, innerhalb von 30 Tagen nach dem Tod bei der Deutschen Post AG einen Vorschuss auf die zu erwartende Witwen-/Witwerrente zu beantragen. Dazu muss die Sterbeurkunde sowie ein Identitätsnachweis des Hinterbliebenen (Pass, Personalausweis) vorgelegt und ein kurzes Formular ausgefüllt werden, das in jeder Postfiliale oder auch im Internet erhältlich ist. Die Deutsche Post AG zahlt dann meistens innerhalb weniger Tage den Vorschuss an den Hinterbliebenen aus. Der Vorschuss beträgt das Dreifache des für den Sterbemonat gezahlten Rentenbetrages und wird auf die späteren Witwen-/Witwerrentenansprüche angerechnet. Der Antrag auf Vorschusszahlung gilt dabei zwar als Rentenantrag, er reicht jedoch für die spätere Berechnung der Hinterbliebenenrente nicht aus. Es ist daher noch ein formeller Antrag bei der zuständigen Rentenversicherung nachzureichen.
Beispiel 2: 
Herr T. verstirbt am 2. September 2012; zuvor bezog er bereits Rente. Sofern seine Witwe bis spätestens zum 1. Oktober 2012 bei einer Postfiliale einen Antrag auf Vorschusszahlung an Witwen stellt, zahlt die Deutsche Post AG einmalig einen Vorschuss an Frau T. aus, für den Zeitraum vom 1. Oktober 2012 bis zum 31. Dezember 2012. Beantragt sie den Vorschuss für das Sterbevierteljahr später, kann er nicht mehr vom Renten Service der Deutschen Post AG ausgezahlt werden. Die höhere Witwenrente für die ersten drei Kalendermonate nach dem Tod des Versicherten werden dann erst ausgezahlt, wenn der Rentenversicherungsträger die Witwenrente festgestellt hat.

## Besonderheiten
Während des Sterbevierteljahres findet keine Einkommensanrechnung auf die Hinterbliebenenrente statt (§ 97 Abs. 1 Satz 2 i. V. m. § 67 Nr. 5 bzw. 6 SGB VI).
Als Hinterbliebene im Sinne des SGB VI gelten auch überlebende Lebenspartner einer eingetragenen Lebenspartnerschaft (§ 46 Abs. 4 SGB VI).
Für die Witwen-/Witwerrenten an vor dem 1. Juli 1977 geschiedene Ehegatten gibt es kein Sterbevierteljahr (§ 255 Abs. 2 SGB VI).